# Rhizoctonia fumigata
Rhizoctonia fumigata är en svampart som först beskrevs av N. Nakata ex Hara, och fick sitt nu gällande namn av P.S. Gunnell & R.K. Webster 1987. Rhizoctonia fumigata ingår i släktet Rhizoctonia och familjen Ceratobasidiaceae.   Inga underarter finns listade i Catalogue of Life.